# Е.Н.И.
Е.Н.И. је хрватски поп бенд и девојачка група из Ријеке коју чине чланице Ивона Маричић, Ива Мочибоб, Елена Томечек Здјелар и Николина Томљановић. Група је дебитовала почетком 1997. са својим синглом "Пробуде ме" који је касније изабран на Дори 1997. да представља Хрватску на такмичењу за Песму Евровизије 1997. у Даблину. Њихов деби албум Пробуди ме изашао је убрзо након тога, крајем 1998. године.

## Историја

### 1996—2002: Деби, Песма Евровизије,Пробуди меиСатен
Сва четири члана оснивача били су чланови ријечке супергрупе Путокази. Крајем 1996. године прво издање групе био је специјални албум на којем је поред њих представљена још једна ријечка певачица. Годину дана касније, 1997. године, изашао је први званични сингл групе "Пробуди ме". На Дори 1997. године, изборној такмичењу за избор хрватског представника на Песми Евровизије 1997, песма је победила на такмичењу са 170 поена; 9 бодова испред вицешампиона Петра Граша. Наступајући у Даблину на Песми Евровизије 1997, група је била 17. са укупно 24 бода. Касније исте године објављен је њихов деби студијски албум Пробуди ме. Пробуди ме је изнедрио два додатна сингла, „Ми можемо све“ и „Љубав је ту“. Други студијски албум Сатен објављен је 1998. Године 2000, девојке из групе у неколико песама попут „Кошуља плава“ са Шајетом или „Професор Јаков“ са Летом 3. У кампањи за парламентарне изборе 2000. године, заједно са многим другим рок музичарима, подржавали су Социјалдемократску партију Хрватске и друге опозиционе странке. Године 2002. објављена је још једна сарадња под називом "Треба ми времена", овог пута са ријечком рок групом En Face.

### 2003—2007:Da Capo&Очи су ти оцеан
Године 2003. група је потписала уговор о снимању са Далас и објавила свој трећи студијски албум Da Capo 9. јуна 2003. На албуму је било 10 обрада популарних југословенских песама објављених 60-их, 70-их и 80-их година. Главни сингл "Ти си моја ружа" је преведена хрватска верзија песме "Ти си моја рожа" групе Видеосекс. Други сингл албума „Ријетко те виђам са девојкама“ је обрада песме „Ретко те виђам са девојкама“ групе Идоли. Циклус албума окончан је издањем "Само једном се љуби" који у оригиналу изводи Иво Робић. Дана 14. јуна 2004. група се појавила на загребачкој паради поноса и фестивалу 2004. где су извели сет песама. Године 2007. објављен је четврти студијски албум Очи су ти оцеан. Албум је укључивао две комерцијално најуспешније песме; главни сингл „Очи су ти оцеан” и „Тражи се дечко”. На додели Порина група је освојила награду за најбоље групно вокално извођење за песму „Очи су ти оцеан“, док је додатно номинована у категорији најбољи поп албум за Очи су ти оцеан.

## Чланице
- Ивона Маричић – вокал [17]
- Ива Мочибоб – вокал [17]
- Елена Томечек Здјелар – вокал [17]
- Николина Томљановић – вокал [17]